# Гандинган а кайо
Гандинган а кайо е музикален перкусионен инструмент от групата
пластинковите инструменти.
Гандинган а кайо се състои от 4 дървени пластини, разположени върху дървена рамка подобно на ксилофона.
Инструментът има азиатски произход и е характерен за музиката на Филипините.